# 马尔钦·雅努什
马尔钦·雅努什（波蘭語：Marcin Janusz，1994年7月31日—）是一名阿尔及利亚裔波兰职业排球运动员，担任波兰联赛ZAKSA肯傑任科茲萊俱乐部和波兰国家队的二传。雅努什是2022年世锦赛的银牌得主，并随俱乐部分别于2022年、2023年连续两年夺得欧洲冠军联赛冠军。

## 外部連結
- 马尔钦·雅努什在歐洲排球聯合會的资料
- 雅努什 （页面存档备份，存于）在PlusLiga.pl （波蘭語）的资料
- 雅努什 （页面存档备份，存于）在Volleybox.net （英語）的资料